# Паліані Рамаз Камуйович
Рамаз Паліані (груз. რამაზ ფალიანი; нар. 31 серпня 1973) — грузинський боксер. У різний період виступав за збірні СРСР, СНД, Грузії, Росії і Туреччини. Чемпіон світу, триразовий чемпіон Європи, призер літніх Олімпійських ігор 1992 року.

## Біографія
Рамаз Паліані народився 31 серпня 1973 року в селищі Местія, провінція Самеґрело-Земо Сванеті. Активно займатися боксом почав у віці 13 років під керівництвом заслуженого тренера Грузії Олексія Джапарідзе, причому ходив на тренування разом з братами Зурабом і Шалвою, які згодом теж стали досить успішними боксерами. Вперше молодий спортсмен заявив про себе у 1990 році на юніорському чемпіонаті Європи, коли в категорії до 48 кг сенсаційно виграв золоту медаль — за це досягнення був удостоєний звання майстра спорту СРСР міжнародного класу. Здобувши ще кілька перемог на внутрішніх першостях, у 1992 році був включений до складу Об'єднаної команди на Олімпійських іграх в Барселоні у 1992 році. У напівлегкій ваговій категорії впевнено переміг трьох суперників, але в півфіналі за очками поступився іспанцеві Фаустіно Реєсу і отримав бронзову нагороду.
У 1993 році виступав за збірну Грузії, виграв бронзову медаль на чемпіонаті світу в Тампере і срібну на європейській першості в Бурсі. Оскільки умови підготовки у грузинській команді були неприйнятними, у 1994 році прийняв пропозицію Миколи Хромова перейти у російську команду, завоював золоту медаль на Іграх доброї волі і став «Заслуженим майстром спорту Росії». У 1996 році виграв золото на чемпіонаті Європи в данському місті Вайле і брав участь в Олімпійських іграх в Атланті, де дійшов до чвертьфіналу.
Після Олімпіади виступав за грузинську збірну, оскільки Грузія заявила про свої права на спортсмена. У грузинській команді Паліані залишався недовго — спочатку він хотів отримати громадянство Греції, але у 1997 році погодився на вигіднішу пропозицію Туреччини. За Туреччину виступав з ім'ям «Рамазан».
З турецькою командою у 1998 році виграв золоту медаль на чемпіонаті Європи у Мінську, а через рік завоював бронзову медаль на чемпіонаті світу в американському Х'юстоні. На чемпіонаті Європи 2000 року в фінському Тампере виграв вже третій в кар'єрі титул чемпіона Європи і взяв участь в Олімпійських іграх у Сіднеї (2000), де вибув з боротьби після третього бою з казахом Бекзатом Саттархановим, програвши з різницею всього лише в один удар. Незважаючи на цю невдачу, наступний сезон став одним з найуспішніших в кар'єрі Паліані — він переміг на чемпіонаті світу в ірландському Белфасті і отримав золото Середземноморських ігор в Тунісі.
Перебуваючи на піку своєї кар'єри, Рамаз Паліані вирішив спробувати себе в професійному боксі і восени 2002 року виїхав на постійне проживання в США, де тренувався в одному з боксерських залів Філадельфії . Протягом чотирьох років взяв участь у 15 поєдинках, і тільки в одному з них, проти американця Девіда Діаса, не зміг здобути перемогу — бій за звання чемпіона за версією IBA в легкій вазі закінчився нічиєю. У листопаді 2006 року в своєму 16 поєдинку зазнав поразки від Реймонда Нара з Гани, після чого завершив кар'єру професійного боксера. Кілька років працював тренером в Філадельфії, а в 2009 році на запрошення Федерації любительського боксу Грузії став головним тренером грузинської національної команди.

## Професійні бої
| Бій | Дата              | Суперник                      | Місце проведення                        | раундів  | Примітка                                     |
| --- | ----------------- | ----------------------------- | --------------------------------------- | -------- | -------------------------------------------- |
| 16  | 17 листопада 2006 | Реймонд Нар (19-1-0)          | New Alhambra, Філадельфія, США          | TKO (12) | Бій за вакантний титул чемпіона Пенсільванії |
| 15  | 26 липня 2006     | Малхаз Беркаташвілі (14-2-0)  | Спортивний палац, Варіані, Грузія       | KO (10)  |                                              |
| 14  | 2 липня 2006      | Валерій Кхведіанелі (11-1-0)  | Спортивний палац, Варіані, Грузія       | KO (10)  |                                              |
| 13  | 6 червня 2006     | Паата Вардуашвілі (18-0-1)    | Спортивний палац, Варіані, Грузія       | KO (10)  |                                              |
| 12  | 10 грудня 2005    | Девід Діас (29-1-0)           | Grand Victoria Casino, Райзінг-Сан, США | PTS (12) | Бій за титул чемпіона за версією IBA         |
| 11  | 7 травня 2005     | Рафаель Ортіс (10-5-1)        | Мандалай-Бей, Лас-Вегас, США            | UD (8)   |                                              |
| 10  | 15 жовтня 2004    | Ісідро Техедор (16-20-4)      | New Alhambra, Філадельфія, США          | UD (8)   | У другому раунді Техедор був у нокдауні      |
| 9   | 7 серпня 2004     | Аберівалдо дос Сантос (6-1-0) | FRC, Ледьярд, США                       | TKO (6)  |                                              |
| 8   | 11 березня 2004   | Мартізе Логан (13-6-1)        | MEA, Глен-Берні, США                    | UD (12)  | Бій за титул чемпіона США за версією IBA     |
| 7   | 31 липня 2003     | Майк Гемон (1-5-0)            | KC, Су-Сент-Марі, США                   | KO (8)   |                                              |
| 6   | 11 липня 2003     | Арнольд Гендерсон (4-12-0)    | RHC, Атлантик-Сіті, США                 | UD (6)   |                                              |
| 5   | 7 травня 2003     | Хенаро Мельядо (3-5-0)        | The Cannery, Норт-Лас-Вегас, США        | TKO (6)  |                                              |
| 4   | 18 березня 2003   | Кема М'юз (3-5-0)             | Boardwalk Hall, Атлантик-Сіті, США      | TKO (4)  |                                              |
| 3   | 31 січня 2003     | Хоель Рійос (1-2-0)           | Blue Horizon, Філадельфія, США          | UD (4)   |                                              |
| 2   | 13 грудня 2002    | Ківейн Гілл (1-0-0)           | WFC, Філадельфія, США                   | KO (4)   |                                              |
| 1   | 21 листопада 2002 | Роберт Соверс (4-1-0)         | Days Inn, Аллентаун, США                | UD (4)   |                                              |